# Arianna Carossa
Arianna Carossa (Genova, 11 giugno 1973) è un'artista italiana.

## Biografia
Arianna Carossa nasce a Genova, dove studia prima al Liceo artistico Paul Klee e poi all'Accademia ligustica di belle arti. Dopo il diploma in pittura, inizia da subito a lavorare con la galleria di Enzo Cannaviello a Milano.
Nel 2004 comincia ad avviarsi verso la scultura grazie all'iniziativa della famiglia Dufour che, ad Albisola Superiore, la invita ad apprendere le tecniche della ceramica presso la fabbrica di pentole Piral. Tre anni più tardi, trova uno spazio in un deposito di vecchi arredamenti a Ceranesi da adibire a studio, e mobili, legno e oggetti trovati entrano a fare parte dei suoi materiali scultorei. In questo periodo iniziano anche le sue collaborazioni con la Galleria Bianconi di Milano, la Changing Role – Move Over gallery di Napoli, e la Galleria Giuseppe Pero di Milano.
Nel 2010 è artist in residence presso l'International Studio & Curatorial Program (ISCP) di New York. Al termine della residenza, si stabilisce definitivamente a New York, dove viene selezionata per prendere parte ai programmi dell'LMCC - Lower Manhattan Cultural Council e al LES Studio Program dell'Artist Alliance Inc.; e dove inizia a lavorare con la Rooster Gallery. In questi anni, allestisce il suo studio dapprima in uno spazio all'interno del capannone di un'impresa edile a Long Island City, per poi spostarsi, grazie alla mecenate Eleanor, all'interno del Metropolitan Building, sempre a Long Island City.
Nel 2014 pubblica per la casa editrice ravennate Blisterzine The aesthetic of my disappearance, presentato al MoMA PS1 e distribuito da Printed Matter, Inc.
Nel 2017 trascorre un periodo in Islanda dopo essere stata selezionata per la Korpúlfsstaðir residency della Association of Icelandic Visual Artists (SÍM). Nel 2018 lavora in una miniera d'oro a Tlalpujahua, in Messico, esponendo i suoi lavori prima nella miniera stessa e, successivamente, all'Istituto Italiano di Città del Messico; ed è invitata alla Biennale della Ceramica Contemporanea Internazionale del Museo internazionale delle ceramiche in Faenza. Nello stesso anno espone anche al Museo Carlo Zauli sempre a Faenza.
Contemporaneamente, si concentra su progetti e conferenze sul ruolo dell’artista e l’indipendenza dell'artista dalle gallerie. Nel 2018 è invitata da Eataly a tenere una performance nel suo store di Manhattan, mentre nel 2019 realizza per l'azienda italiana di design Kartell un progetto che coinvolge lo showroom di New York City e, in occasione di Art Basel Miami, il Wolfsonian Museum. Società d'affari come Deloitte e banche come Intesa Sanpaolo cominciano a interessarsi al suo lavoro.
Altre sue collaborazioni hanno coinvolto Marc Urselli, Isabella Rossellini, Roberto Saviano, Federica di Giacomo, e Paolo Boriani.
Attualmente, lavora con la galleria di arte antica Callisto Fine Arts di Londra.

## Temi
La poetica di Carossa si concentra sulla ricerca di una dialettica tra organico e inorganico attraverso l'uso dei materiali: a quelli classici della scultura, quali ceramica, bronzo, cera o legno, si accostano elementi spesso di origine animale e trovati in natura, come resti di carcasse, pelli di serpente dopo la muta, conchiglie, corna o favi bruciati dal sole.
Il focus del lavoro diventa quindi la relazione tra le molteplici parti dell'opera, nell'Eros che guida questa relazione in modo centrale e la cui forza diventa il collante per l'unione di elementi differenti che, nonostante le diverse origini, trovano nell'aggregazione una nuova vitalità e una nuova identità.
Il curatore Luca Bochicchio scrive di lei: "Arianna Carossa è un animale filosofico plastico, plastico nel senso che il suo sguardo sul mondo è prensile, modificatore e modellatore. Anche i suoi quadri sono costruiti secondo la stessa aggregazione di corpi eterogenei, in cui pelli, bocche, denti, capelli, arti non appaiono descrittivamente trascritti ma trasformati dal movimento che li ha fusi insieme, accanto a carapaci, conchiglie, scheletri, code, corna e qualsiasi altro residuo biologico mescolato a citazioni colte della pittura classica o dell’arte antica. In quanto animale filosofico plastico, è senza dubbio nelle sculture che Arianna esprime al meglio un tale impulso alla contaminazione e all’aggregazione. Le sue teste inquietanti sono fatte di argilla fresca (non cotta), favi, cera e sale dell’Himalaya. Sperimenta resine sintetiche, solventi e protettivi presi dall’industria, usa il fuoco insieme al pennello, al cutter e alle sue dita per modellare questi corpi decisamente alieni."

## Principali mostre
- 2008 Experimenta Mundi, a cura di Igor Zanti, Galleria Bianconi, Milano
- 2010 Volterra teatro, Centro per l’Arte Luigi Pecci, Prato
- 2011 Mi sei mancata fino a ieri, a cura di Alessandro Facente, Changing Role – Move Over gallery, Napoli
- 2011 Ente Comunale di Consumo, a cura di Claudio Libero Pisano, Galleria nazionale di Cosenza, Palazzo Arnone (collettiva)
- 2011 Every action made with love but were wrong, mostra di fine residenza, ISCP, New York
- 2011 Prima di me c’erano gli altri, Museo Archeologico Palazzo San Giorgio, La Spezia
- 2012 Doing things going places, a cura di Annalisa Rosso, Cinzia Compalati, Beatrice Astrua, Galata − Museo del mare, Genova[9]
- 2012 Argo, a cura di Marco Antonini, NURTUREart, New York[10][11]
- 2012 Here Today, Mars tomorrow, a cura di Giovanni Cervi, Palazzo Ducale, Genova (collettiva)
- 2013 Untitled, a cura di Jeanne Brasile e Jennifer Graham, The Walsh Gallery, Seton Hall University, South Orange, NJ (collettiva)
- 2014 Gattopardo, Rooster Gallery, New York[12]
- 2014 Still-life remix, a cura di Ilaria Bonacossa, Antinori del Chianti Classico, Bargino (FI)[13]
- 2015 I funghi del guru, O', Milano[14]
- 2016 It Occurs to Me that I Am America, a cura di Ludovica Capobianco, Alessandro Facente, Veronica Santi, Giulia Trabaldo Togna, Italian Cultural Institute, New York (collettiva)
- 2016 On the subversion of opacity, a cura di Alessandro Facente, Cuchifritos Gallery + Project Space, New York (bipersonale di fine residenza LES Studio Program)
- 2016 TERRA! La via della Ceramica tra Liguria e Piemonte, a cura di Andreina d’Agliano e Luca Bochicchio, MuDA Centro Esposizioni – Casa Museo Asger Jorn, Albissola Marina (collettiva)
- 2016 Limoni, a cura di Luca Bochicchio, Casa Museo Asger Jorn, Albissola Marina[15][16]
- 2016 LIVENEL Performing Art Festival, a cura di Placentia Arte, Palazzo Ex Enel, Piacenza (collettiva)
- 2016 Massetere, Fonderia Artistica Battaglia, Milano
- 2017 Anatomia della distanza, a cura di Fabio Carnaghi, Museo d'arte contemporanea Villa Croce, Genova
- 2018 The lobster’s match, a cura di Ludovica Capobianco, progetto speciale per Eataly NYC Downtown, New York[17]
- 2018  Dos estrellas rotas, Istituto Italiano di Città del Messico[18]
- 2018 Le vene dell'oro, Museo de la Mina, Città del Messico[18]
- 2018 CERAMICS NOW. 60° PREMIO FAENZA SPECIAL EDITION, Museo internazionale delle ceramiche in Faenza (collettiva)
- 2018 Caducità, a cura di Irene Biolchini, MIDeC – Museo Internazionale del Design Ceramico, Cerro di Laveno-Mombello (collettiva)
- 2019 Fame, showroom Kartell, New York[5][6]
- 2019 Faces, a cura di Matteo Zauli e Luca Bochicchio, Museo Carlo Zauli, Faenza
- 2019 The Lunch, a cura di Silvia Barisione, Wolfsonian Museum, Miami, in collaborazione con Kartell US e Italian Council in Miami
- 2020 On the trees, a cura di Luca Bochicchio, Ana Sofia Mesenes, Metropolitan Building, New York[1]

## Pubblicazioni
- Nautical Handbook. Milano, Arsprima, 2012 ISBN 8896249058
- The aesthetic of my disappearance. Ravenna, Blisterzine, 2014
- Laura Santamaria (a cura di), DRAWINGS FROM LIGHTNING artists book. 2016

## [19][20][21]Note[6][15]
1. 1 2 3   Redazione, La mostra pop-up di Arianna Carossa a New York, su artribune.com, 26 maggio 2021. URL consultato il 9 agosto 2021.
2. ↑   The aesthetic of my disappearance, su blisterzine.com.
3. ↑   Redazione, Arianna Carossa - The aesthetic of my disappearance, su artribune.com, 19 febbraio 2015. URL consultato il 10 agosto 2021.
4. ↑   In conversazione con Arianna Carossa, su Juliet Art Magazine, 7 agosto 2019. URL consultato il 9 agosto 2021.
5. 1 2   Maurita Cardone, Italiani a New York. Intervista all’artista Arianna Carossa | Artribune, su artribune.com, 10 agosto 2019. URL consultato il 10 agosto 2021.
6. 1 2 3 4   I resti vitali di Arianna Carossa, su Il Sole 24 ORE. URL consultato il 9 agosto 2021.
7. ↑  Dallo statement dell'artista
8. ↑   Sugli alberi. Arianna Carossa fa una mostra pop-up a New York, su artribune.com.
9. 1 2   Arianna Carossa, Genova-New Yorksulla rotta dell'arte concettuale, su la Repubblica, 14 settembre 2013. URL consultato il 10 agosto 2021.
10. ↑   Redazione, Arianna Carossa – Argo, NURTUREart, New York 8 | Artribune, su artribune.com. URL consultato il 10 agosto 2021.
11. 1 2  (EN) Jonathan Goodman, Arianna Carossa, su Sculpture, 1º marzo 2013. URL consultato il 9 agosto 2021.
12. ↑   Ludovica Capobianco, Arianna Carossa alla Rooster Gallery. Ovvero il Gattopardo a New York | Artribune, su artribune.com, 14 gennaio 2015. URL consultato il 10 agosto 2021.
13. ↑   Still Life Remix, su Antinori Art Project, 6 agosto 2015. URL consultato il 10 agosto 2021.
14. ↑   Francesco Lecci, L’artista che voleva essere un fachiro. Nuova performance di Arianna Carossa allo spazio O’ a Milano: ecco le immagini | Artribune, su artribune.com, 6 ottobre 2015. URL consultato il 10 agosto 2021.
15. 1 2   Arianna Carossa: Limoni at Casa Jorn Museum, su Droste Effect Mag, 11 aprile 2016. URL consultato il 10 agosto 2021.
16. ↑   "Limoni" di Arianna Carossa apre il primo anno di programmazione culturale della Casa Museo Jorn | Espoarte, su espoarte.net, 22 febbraio 2016. URL consultato il 10 agosto 2021.
17. 1 2   Art at Eataly New York: The Lobsters' Match by Arianna Carossa, su Droste Effect Mag, 8 gennaio 2018. URL consultato il 9 agosto 2021.
18. 1 2   Valentina Poli, Arianna Carossa in mostra in Messico | Artribune, su artribune.com, 7 ottobre 2018. URL consultato il 10 agosto 2021.
19. ↑  (EN) 11661270, In conversazione con Arianna Carossa, su Issuu. URL consultato il 9 agosto 2021.
20. ↑   “Ceramics Now”: il Premio Faenza compie 80 anni, su Ente Ceramica Faenza, 27 giugno 2018. URL consultato il 9 agosto 2021.
21. ↑  (EN) Giovanni Cervi, Arianna Carossa interview, su Woodenleg, 10 maggio 2011. URL consultato il 9 agosto 2021.
22. ↑   L'Italia con Voi 2020/21 - Puntata del 09/10/2020 - Video, su RaiPlay. URL consultato il 9 agosto 2021.
23. ↑   Italiani Fuori - Artisti a New York, su Repubblica TV - Repubblica, 12 marzo 2015. URL consultato il 9 agosto 2021.
24. ↑  (EN) In conversation with Arianna Carossa, su Juliet Art Magazine, 7 agosto 2019. URL consultato il 9 agosto 2021.
25. ↑   Arianna Carossa: da New York a Faenza, per una residenza al Museo Carlo Zauli | Espoarte, su espoarte.net, 24 luglio 2019. URL consultato il 9 agosto 2021.
26. ↑  (EN) Arianna Carossa: Can Aestheticism Be More Than Just Visual?, su lavocedinewyork.com. URL consultato il 9 agosto 2021.